# 黄狗民主党人
黄狗民主党人（英語：Yellow Dog Democrat）是美国政治中的一个术语，曾用来指美国南部坚定支持民主党候选人的选民。
这一术语诞生于19世纪末，由于这些南方的民主党铁杆支持者“情愿投票给黄狗也不会投票给共和党”而得名。其中，“黄狗”可能是指原产于美洲、主要分布于美国南方的卡罗莱纳犬。现今，“黄狗”可以用来泛指所有民主党的铁杆支持者，而不限于南方。